# Ramzová
Ramzová (německy Ramsau) je vesnice ležící v Olomouckém kraji, v okrese Jeseník. Je částí obce Ostružná, od které leží asi 1 km severovýchodním směrem.

## Charakteristika
Nevelká vesnice Ramzová se choulí v Ramzovském sedlu, které je ve výši 760 m n. m. Vesnicí prochází historická zemská hranice Moravy a Slezska, přičemž většina zástavby leží ve Slezsku, zatímco na Moravě leží jen několik málo čísel popisných na jihu vsi (č. p. 328, 336; přímo na zemské hranici č. p. 339). Sedlo odděluje Hrubý Jeseník a Rychlebské hory.

## Historie
Ramzovské sedlo bylo strategické již v minulosti, kdy tudy vedla stará kupecká a poutní cesta z Moravy do Slezska. Nebylo osídleno až do konce 18. století, kdy byla slezská část dnešní Ramzové založena v širším rámci pozdní kolonizace Jesenicka, jež se po rozdělení Slezska ocitlo v polovině 18. století ve strategickém pohraničním postavení, podporované císařem Josefem II. i vratislavským knížetem-biskupem Philippem Gotthardem hrabětem von Schaffgotsch. První písemná zmínka o Ramzové pochází tak teprve z roku 1786. Název osady je odvozený od osobního jména (příjmení) Rams, ředitele statků vratislavského biskupství pověřeného organizací osídlení. Noví osídlenci, aby byli přilákáni do těchto přírodou namáhaných míst, byli osvobozeni od robot.
Slezská část Ramzové se nacházela na tehdejším frývaldovském - tj. jesenickém panství vratislavského biskupa. Po zániku patrimoniální správy a zavedení obecního zřízení roku 1850 patřila jako osada pod obec Horní Lipová. Od roku 1811 zde působila škola (zanikla roku 1945).
Ramzová byla až do roku 1945, kdy byli vysídleni původní obyvatelé, téměř výlučně německou vískou. Tato chudá lokalita byla závislá na zdejším lese a na neúrodných horských políčkách. Od počátku 19. století zde také našli obyvatelé dočasně obživu ve sklárně v nedaleké Mordové rokli, která vyráběla tabulové lité sklo. Okolo sklárny vznikla menší osada s názvem Hohenbartenstein (podle biskupa Christiana Hohenlohe-Bartensteina, který sklárnu před rokem 1804 založil). Po této sklárně však dnes nezůstaly žádné stopy.
S příchodem železnice (trať Hanušovice-Jeseník, postavená v letech 1883-1888) a cestovního ruchu, částečné vázaného na lázeňství v Jeseníku a v Lipové, našli obyvatelé Ramzové v širším okolí obživu v poskytování ubytování a dalších služeb turistům a víska s cca 200 usedlíky se stala významným turistickým centrem, kterým zůstala dodnes, byť počet obyvatelstva s druhou světovou válkou rapidně poklesl (mnoho mužů muselo po roce 1938 narukovat k německému wehrmachtu, jiní, spolu se zbylým obyvatelstvem, byli po ukončení války nuceně odsunuti) a ve vsi následně zaniklo i mnoho domů. Ves v podstatě zachránila chalupářská horečka v období komunistického režimu a její tradiční oblíbenost v rámci Jesenicka u turistů.
V roce 1960 byla osada Ramzová od Horní Lipové oddělena a přičleněna k obci Ostružná, s níž byla dočasně v letech 1975-1990 připojena k blízkému středověkému městečku Branná.
V nejnovější době vzniklo u vsi Ostružná-Ramzová po roce 1994 několik větrných elektráren - tzv. větrný park jesenické firmy Wenergo.

### Vývoj počtu obyvatel
Počet obyvatel Ramzové podle sčítání nebo jiných úředních záznamů:
| Rok            | 1805 | 1836 | 1869 | 1880 | 1890 | 1900 | 1910 | 1921 | 1930 | 1950 | 1961 | 1970 | 1980 | 1991 | 2001 | 2011 | 2021 |
| -------------- | ---- | ---- | ---- | ---- | ---- | ---- | ---- | ---- | ---- | ---- | ---- | ---- | ---- | ---- | ---- | ---- | ---- |
| Počet obyvatel | 111  | 222  | 211  | 181  | 172  | 156  | 177  | 180  | 170  | 46   | 22   | 12   | 12   | 10   | 11   | 24   | 26   |

1. ↑  z toho: Ramzová 173, Hohenbartenstein 49
2. ↑  z toho: 4 Čechoslováci, 166 Němců; 163 řím. kat., 7 evang.

V Ramzové je evidováno 46 adres: 11 čísel popisných (trvalé objekty) a 35 čísel evidenčních (dočasné či rekreační objekty). Při sčítání lidu roku 2001 zde bylo napočteno 5 domů, všechny trvale obydlené.

## Zajímavosti
Ve vsi najdeme pěkné ukázky německé lidové architektury a novogotickou kapli sv. Rocha postavenou roku 1897. 
V nedalekém městečku Branná (vzdáleném 5 km) najdou návštěvníci Ramzové jedinečný goticko-renesanční hrad a zámek Kolštejn (německy původně Goldstein), který v posledních letech stává z ruin a je v létě nově otevřený soukromým majitelem turistům. Můžete si prohlédnout jeho zchátralé, ale stále zajímavé stavby v exteriéru i interiéru a nahlédnout tak pod pokličku dlouholeté rekonstrukce.
Okolí Ramzové pokrývá několik chráněných oblastí:
- Chráněná krajinná oblast Jeseníky
- Ptačí oblast Jeseníky (pro jeřábka lesního a chřástala polního)
- Národní přírodní rezervace Šerák-Keprník; ta zahrnuje též evropsky významnou lokalitu Keprník pro rostlinná společenstva vrchovištního rašeliniště a střevlíka hrbolatého
- Evropsky významná lokalita Rychlebské hory - Sokolský hřbet

## Doprava
Vesnice leží na železniční trati Šumperk–Krnov se zastávkou Ramzová a silnici II. třídy II/369.
Nad obcí se vypíná výrazná hora Šerák, na jejíž vrchol vede sedačková lanovka, dlouhá přes 3 km a překonávající převýšení více než 600 metrů. Lanovka sestává ze dvou částí čtyřsedačkové: Ramzová - Čerňava a dvousedačkové: Čerňava - Šerák. 
Vlaková zastávka Ramzová byla do 12. 12. 2015 nejvýše položenou rychlíkovou zastávkou v ČR.

## Ski areál

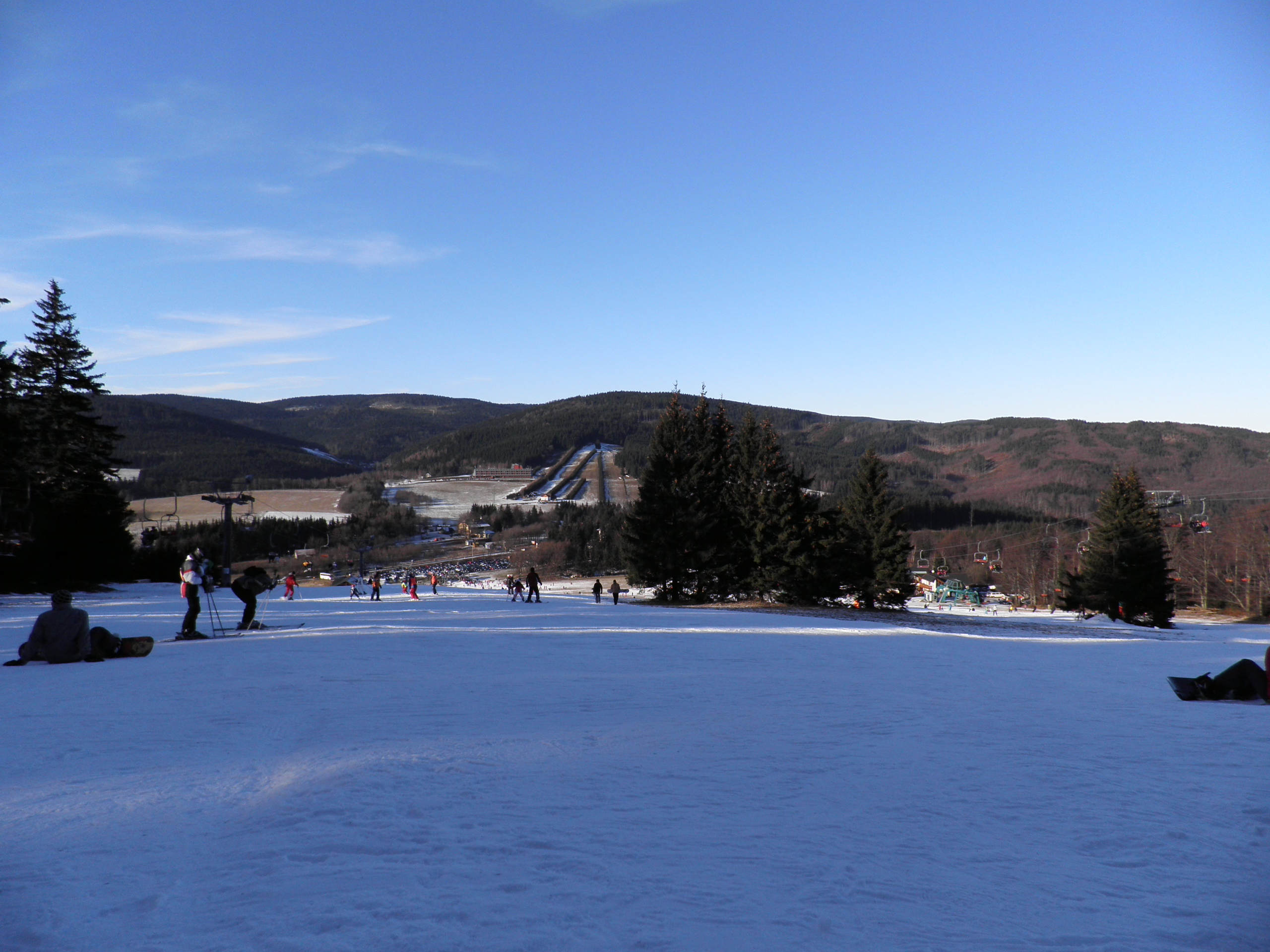
Ski areál Ramzová

Ramzová je jedním z nejvýše položených jesenických lyžařských středisek. Jeho nejvyšší bod se nachází ve výšce 1351 metrů nad mořem na vrcholu Šeráku, na jehož západním svahu se prosmýkají užšími lesními průseky především lehké nebo středně náročné tratě s převýšením 500 m. Z Ramzovského sedla stoupá repasovaná expresní čtyřsedačka na Čerňavu a následně pomalá dvousedačka směrem k vrcholu Šeráku s výstupní mezistanicí pro lyžaře na Mračné (1 253 m n. m.). V dolních partiích areálu jsou kratší vleky a dvousedačková lanovka Skiarena R3, která má však samostatné jízdné. Na západní straně Ramzovského sedla jsou samostatně provozovány tři kratší vleky na jihovýchodním svahu hory Klín. Sjezdovky jsou také v nedalekém Petříkově a Ostružné.